# Sea Cow Island
Sea Cow Island (fr. Île Vache Marine) – wyspa w archipelagu Czagos (Brytyjskie Terytorium Oceanu Indyjskiego).
Wyspa liczy 18 ha powierzchni (według BirdLife International; inne źródło błędnie mówi o 8 ha), maksymalna wysokość 6 m n.p.m. Od 2004 uznawana przez BirdLife International za ostoję ptaków IBA. Utworzono ją ze względu na gniazdujące nań rybołówki brunatne (Anous stolidus; według danych z 2004 około 11,5 tysiąca par lęgowych). Na wyspie gniazduje również rybitwa czarnogrzbieta (Onychoprion fuscatus). Ponadto w okolicznych wodach występuje żółw szylkretowy (Eretmochelys imbricata) oraz żółw zielony (Chelonia mydas); z mięczaków m.in. Nembrotha lineolata. W 2020 wyspa weszła w skład większej ostoi ptaków IBA o nazwie Western Great Chagos Bank island group. 
W okresie styczeń–sierpień 2014 na wyspie odbywała się akcja deratyzacji, skierowana przeciwko zawleczonym szczurom śniadym (Rattus rattus), będąca współpracą Chagos Conservation Trust oraz Royal Society for the Protection of Birds; akcję dofinansowano z Darwin Initiative. Na okres od maja 2013 do marca 2015 zaplanowano „marine restoration project”, służący ochronie żółwi. Wyspa nie jest powszechnie dostępna, można do niej dotrzeć poprzez bazę wojskową Diego Garcia, jednak wymagane jest pozwolenie.